# Storängen
För andra betydelser, se Storängen (olika betydelser).

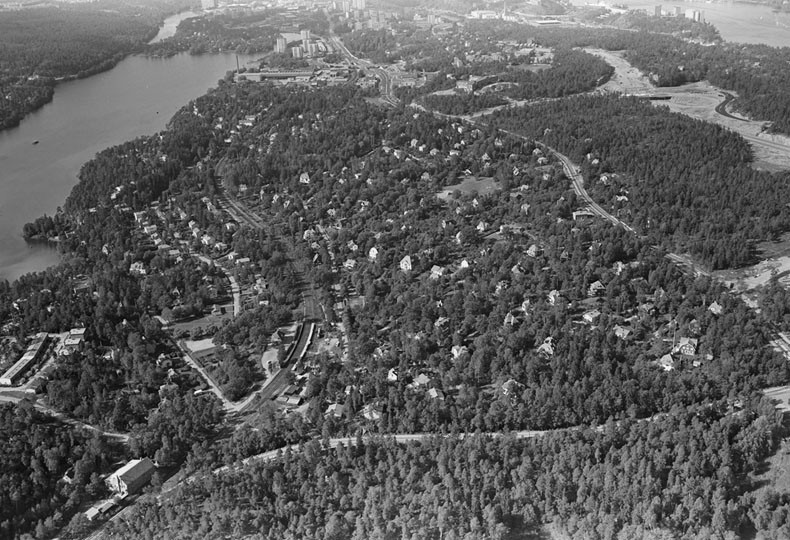
Storängen från luften i september 1967, vy mot väst. Till vänster syns Järlasjön och Saltsjöbanans spår. Till höger löper Värmdövägen och längst ut till höger syns anläggningsarbetena för Värmdöleden.

Storängen är ett villaområde i centrala Nacka i Stockholms län. Området är beläget strax sydost om Nacka Forum vid Saltsjöbanan mellan Lillängen och Saltsjö-Duvnäs. Storängens villasamhälle grundades 1904 av "Tjänstemännens Egnahemsförening vid Storängen" och de första villorna började byggas samma år. Redan 1909 var 107 tomter bebyggda av totalt runt 160. År 2013 fanns drygt 150 villor med lika många familjer i området. Egnahemsföreningen existerar fortfarande och fungerar idag som intresseförening för de boende i Storängen.
Storängen anses vara ett av Sveriges bäst bevarade villasamhällen från 1900-talets början, tack vare sina tidstypiska stora trävillor i nationalromantikens stil och sin förhållandevis orörda miljö. De flesta villorna är arkitektritade, en hel del av dåtidens kända arkitekter, bland dem Ragnar Östberg, Torben Grut, Albin Brag, Ivar Callmander och Carl Westman. Några av dem bosatte sig själva i det nya villasamhället. Den som ritat flest hus i Storängen var Gustaf Hugo Sandberg. 
Enligt en kulturhistorisk byggnadsinventering från 1979 bedömdes av 156 undersökta byggnader 18 som "omistliga" och 35 som "värdefulla". Hela området bedömdes som "omistlig kulturmiljö". År 1987 förklarades området som riksintresse för kulturmiljövården.

## Bakgrund
Istället för att bruka marken blev det i slutet av 1800-talet allt lönsammare att sälja stora landområden för exploatering. Samtidigt rådde även en svår bostadsbrist i Stockholm. Trots att en byggnadsstadga och en byggnadsordning hade tillkommit för att förbättra bostadsvillkoren, ledde den stora befolkningstillväxten till ökad bostadsmisär. För mindre bemedlade, ofta arbetarklassen, började Stockholms stad anlägga trädgårdsstäder som kunde nås med spårvagn. 
Under perioden 1875–1910 uppstod även ett antal fristående samhällsbildningar i Stockholms utkanter som i första hand kunde nås med nya järnvägslinjer. Villaförstäder som Storängen, Saltsjöbaden, Djursholm, Stocksund och Södertörns villastad började anläggas för välbärgade Stockholmare. Alla etablerades längs nya järnvägssträckor, som Saltsjöbanan, Roslagsbanan och Nynäsbanan. De som hade råd, ofta högre tjänstemän, flyttade långt utanför storstaden, där de bosatte sig i nybyggda villor på behörigt avstånd från den "osunda" storstaden.

## Geografi och historik

### Avgränsning
Området Storängen ligger nära Storängens station och räknas inte till något av de kringliggande villaområdena Lillängen, Fannydalsplatån, Fannydalsområdet/Övre Järlasjön. Enligt en annan avgränsning består Storängen av det gamla optionsområdet tillhörande Tjänstemännens Egnahemsförening. Detta inkluderar bebyggelsen utmed Värmdövägen (från Vikdalsvägen till Skvaltan, med jämna nummer 160-186 och ojämna nummer 197-217), hela Krokvägen, Parkvägen från och med 32A, hela Parkgränden, hela John Lodéns väg, hela Lindvägen, hela Ängsvägen, hela Hörnvägen, Järlavägen jämna nummer från och med 18 och ojämna nummer från och med 9, hela Storängsvägen samt hela Storängens Strandväg. 
| Storängen på häradskartan omkring 1905. |  | Storängen med omnejd 1917-1934. |
| Storängen på häradskartan omkring 1905. |  | Storängen med omnejd 1917-1934. |

### Tidig historik
I början av 1900-talet letade Tjänstemännens Egnahemsförening efter ett område att bygga villor på för sina medlemmar. Valet stod mellan Stocksund norr om Stockholm och Storängen vid Järla sydost om Stockholm. Intresset var så stort för båda områdena att föreningen delade upp sig i två och Stocksund blev på sätt och vis Storängens systersamhälle.

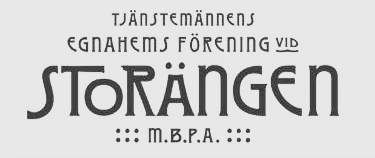
"Tjänstemännens Egnahemsförening vid Storängen m.b.p.a."

Storängens villasamhälle grundades 1904 av Tjänstemännens Egnahemsförening vid Storängen, från början huvudsakligen bestående av tjänstemän från övre medelklass. Föreningen skrev kontrakt med markägaren Järnvägsaktiebolaget Stockholm-Saltsjön som drev Saltsjöbanan. Marken vid Järla hade bolaget några år tidigare förvärvat från Järla gård.
Bolaget ordnade stadsplan, byggde vägar, drog fram vatten och avlopp samt anlade så småningom en järnvägsstation. Vatten och avlopp installerades i husen, vilket ansågs väldigt exklusivt vid denna tid. Vattnet levereras från "ett fullt modernt anordnadt vattenledningsverk", hette det i en samtida reklambroschyr. Storängen fick elektricitet redan 1910, eller som samma reklambroschyr uttryckte det; "Samtliga vägar inom samhället äro väl upplysta medelst elektrisk ljus. Elektrisk ström för innerbelysning levereras inom egnahemsområdet af Aktiebolaget de Lavals Ångturbin enligt därom med föreningen träffat avtal." Alla gemensamma anordningar som gatubelysning, vägrenhållning och vägunderhåll sköttes av genom föreningen anställd personal.
Medlemskap i föreningen var obligatoriskt för att man skulle få köpa tomt och bygga hus i det så kallade optionsområdet. Föreningen kunde avslå en ansökan, om man befarade att den sökande inte hade tillräckligt god ekonomi eller kunde tänkas "att den trefnad, som rådt och råder [...] äfventyras". De som grundade föreningen var från början huvudsakligen tjänstemän i statlig eller privat tjänst, men så småningom anslöt konstnärer, musiker, arkitekter, universitetslärare, direktörer och ingenjörer. Det gav en särskild homogenitet åt både samhälle och bebyggelse.
Men det var inte enbart penningstarka familjer som ville bygga och flytta hit. Därför hade Egnahemsföreningen ett avtal med Svenska Lifförsäkringsbolaget om ett lån. Lånet var kopplat till en livförsäkring som innebar att om familjeförsörjaren avled, betalade försäkringsbolaget lånet. Medlemmarna gick även i borgen för varandra intill ett belopp av 1 500 kr "med begränsad personlig ansvarighet" (m b p a). Det ursprungliga optionsområdet med 77 tomter fulltecknades snabbt, utökades några gånger och 1910 hade föreningen cirka 110 medlemmar.

### Historiska bilder, villor

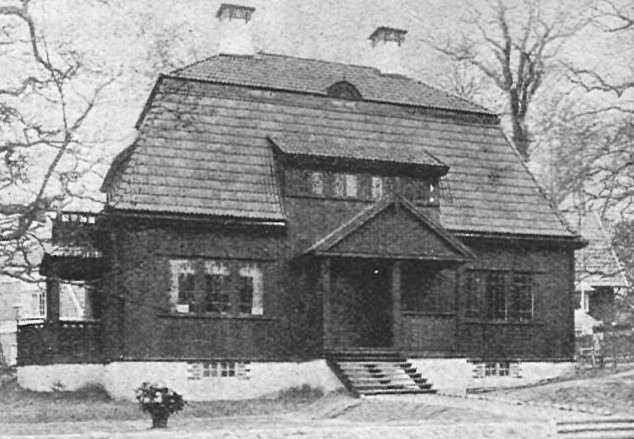
Lotterivillan, 1909 (Storängens strandväg 4)
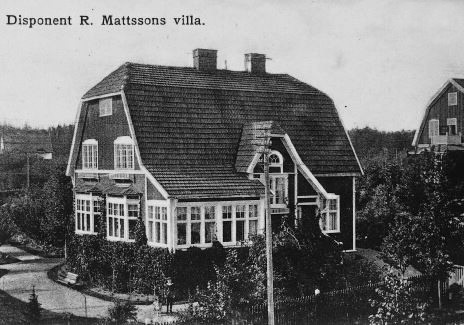
Villa Mattsson, 1910-tal (Lindvägen 12)
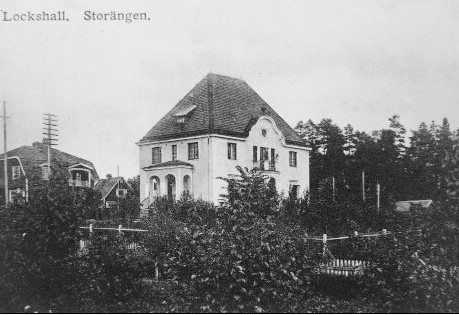
Villa Jacobsen, 1910-tal (Lindvägen 13)
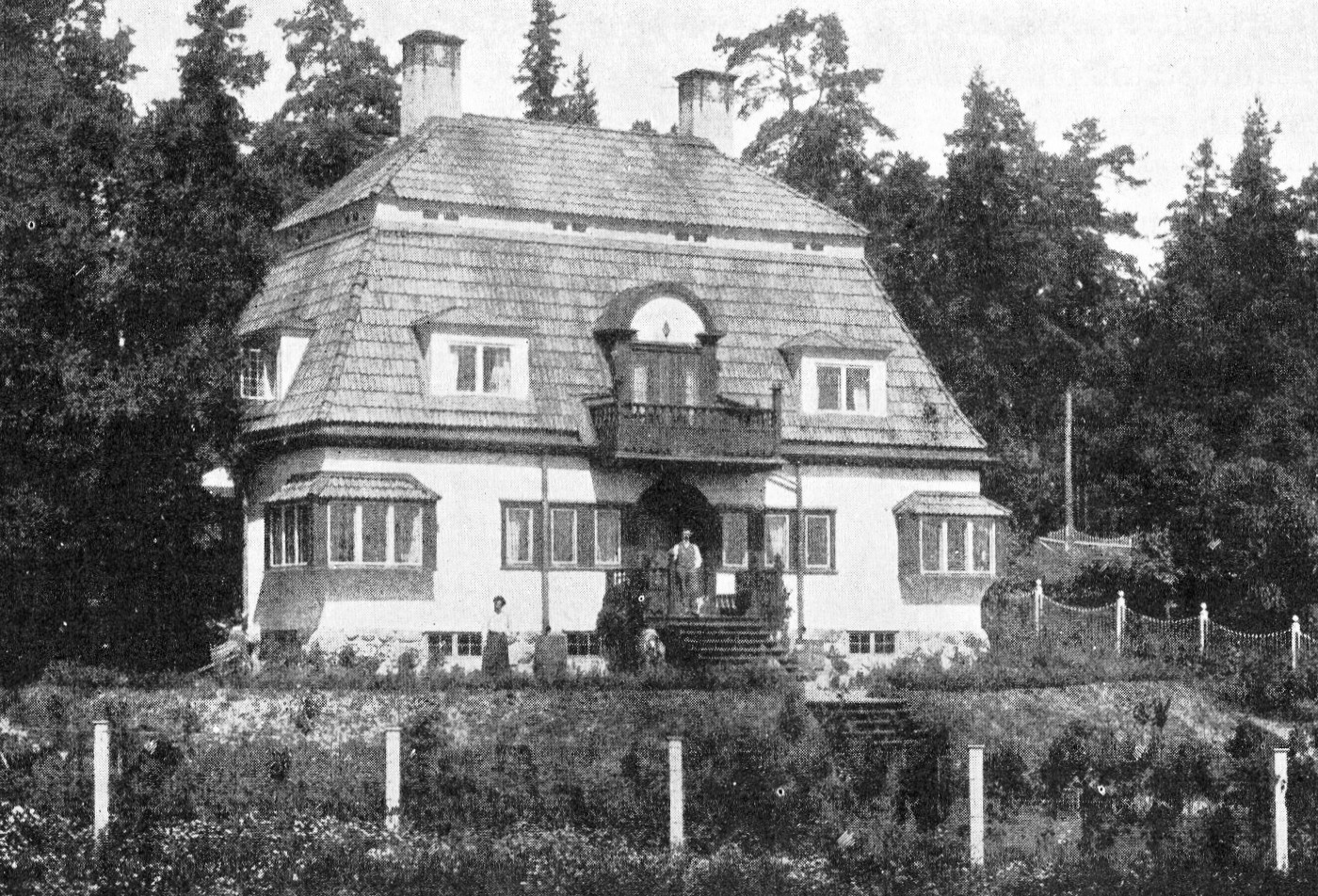
Villa Wållgren, 1911 (Prästgårdsvägen 1)
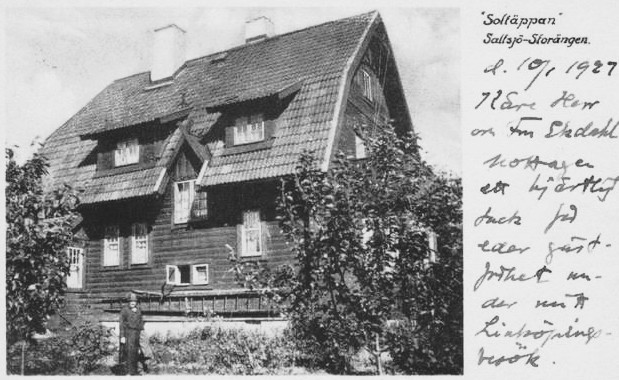
Villa Soltäppan, 1927 (Ängsvägen 12)
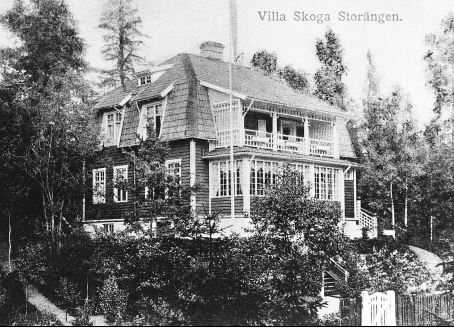
Villa Skoga, 1920-tal (Krokvägen 1A)
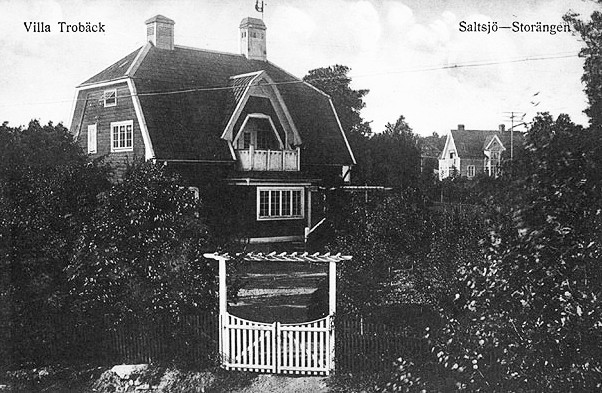
Villa Trobäck, 1910-tal (Parkvägen 41)
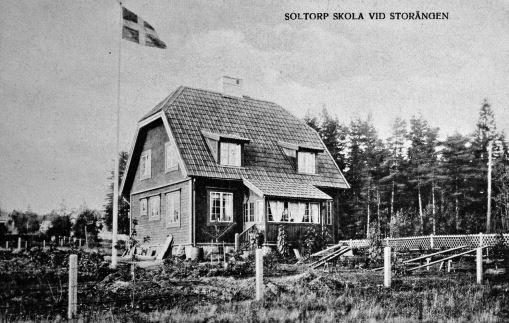
Soltorp skola, 1905 (John Lodéns väg 14)

## Stadsplan och bebyggelse

### Området

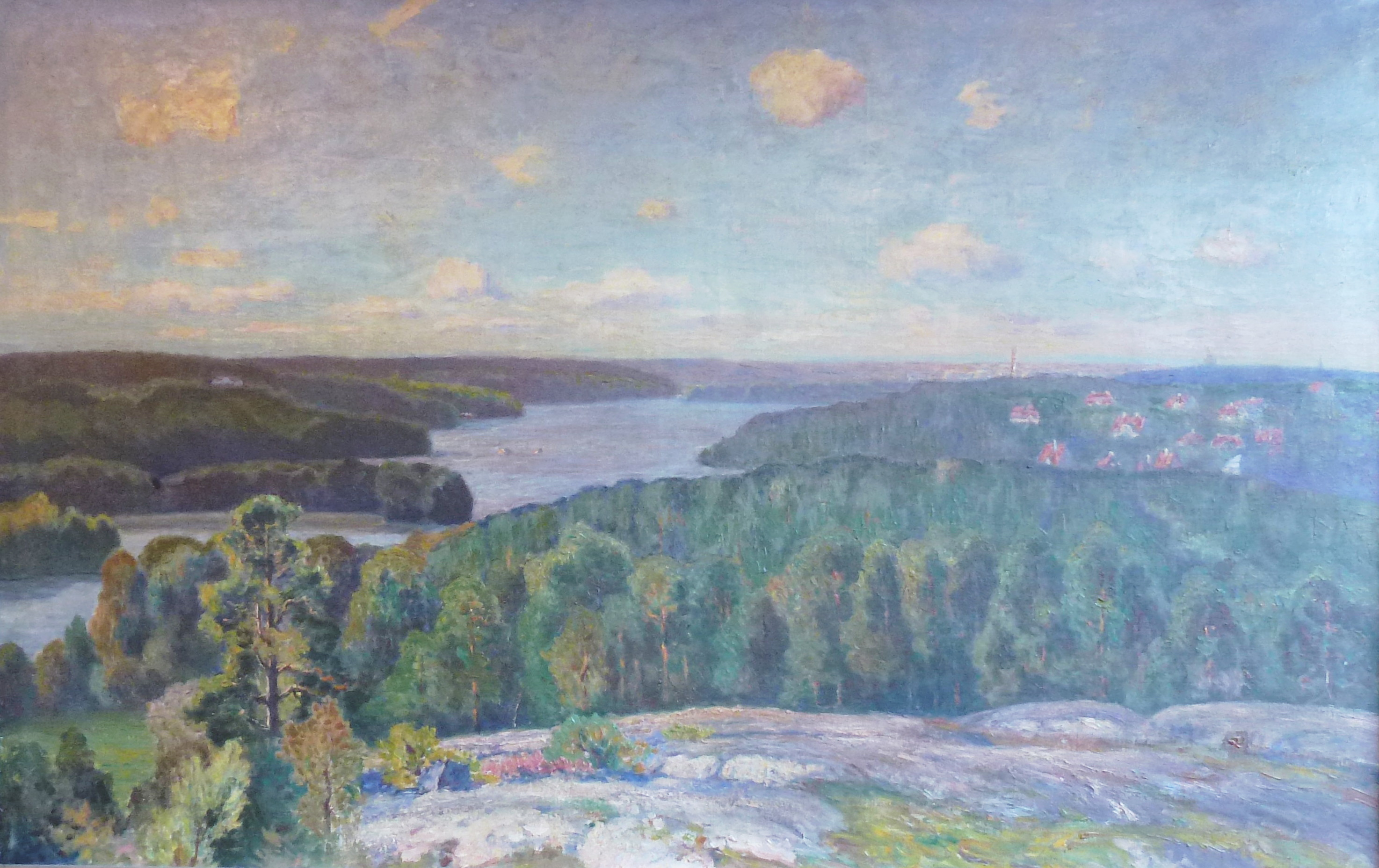
Anton Genbergs vy över Storängen och Järlasjön.

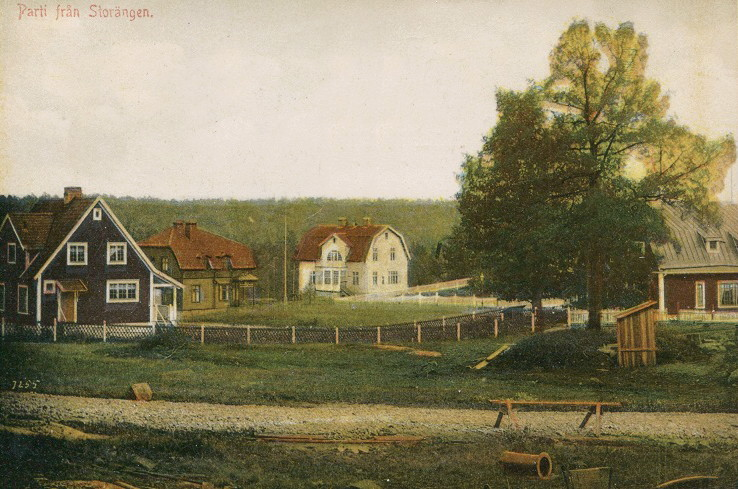
John Lodéns väg/Storängsvägen, 1905.

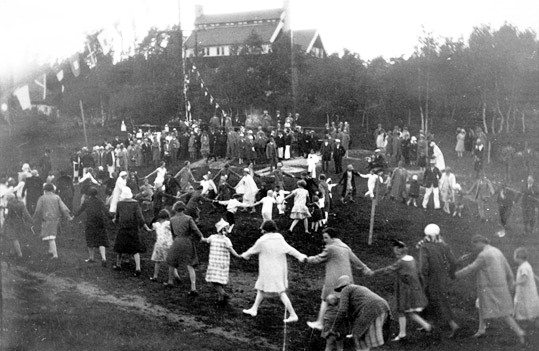
Midsommarfest på "Ängen" nedanför Storängens Samskola, 1927.

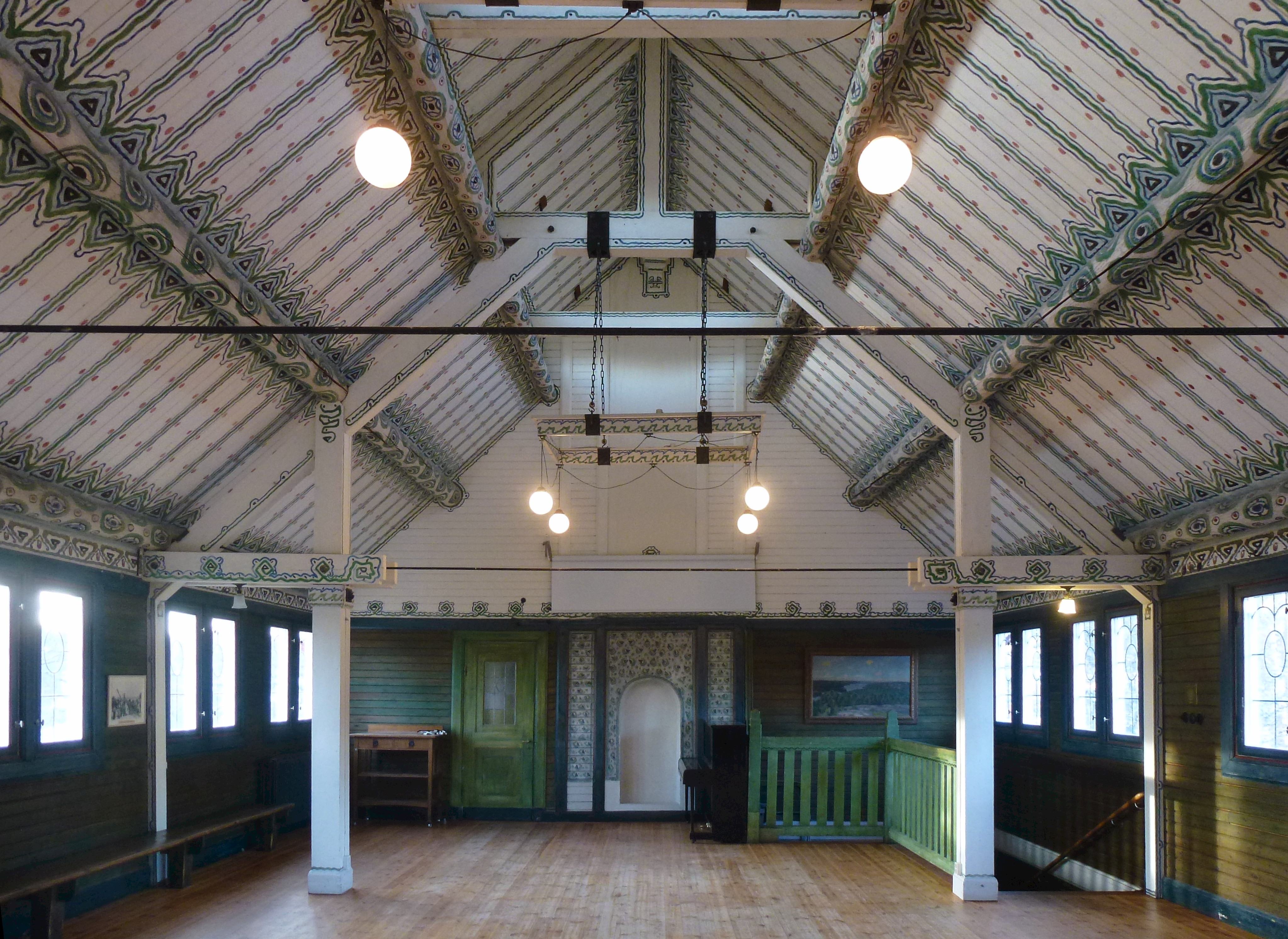
Storängssalen i Storängens Samskola.

På 1900-talets början var Storängen ett lantligt område långt utanför storstaden. I norra delen genomkorsades Storängen av Värmdövägen, som var en smal landsväg ut mot Värmdö. I söder gick den 1893 invigda järnvägslinjen mellan Slussen och Saltsjöbaden. Veckotidningen Idun från april 1906 beskrev Storängens lantliga idyll under rubriken ”Två artisthem på landet” (avseende Villa Bergh och Villa Pauli) på följande sätt: ”Den ned mot järnvägslinjen sluttande terrängen, nu öfverdragen af vinterns hvitaste damast, rymmer ett tjogtal villor, också strödda en smula godtyckligt, men dock af en viss karaktär, som bättre stämmer med landskapet. Här har ett antal tjänstemannafamiljer från hufvudstaden slagit sig ned…”
Ett intryck av hur Storängen såg ut i början på 1900-talet ger den samtida målningen ”Vy över Järlasjön” av konstnären Anton Genberg. Utsikten är mot nordväst från berget vid Fannydalsplatån. Anton Genberg bodde själv mellan 1924 och 1929 vid Ängsvägen 14 i Storängen.

### Byggnadsordning och stadsplan
Storängens byggnadsordning från 1905 föreskrev att en egen byggnadsnämnd skulle inrättas. Anledningen var att det inte fanns någon kommunal byggnadsnämnd när Storängen började bebyggas. I nämnden satt tre ledamöter från föreningen och en från Järnvägsaktiebolaget Stockholm-Saltsjön. Det stadgas särskilt att byggnadsordningen inte fick fastställas av Kungl. Maj:t. Därför kan den inte heller upphävas av stat eller kommun. Storängens byggnadsordning är en helt privaträttslig inrättning som ingen annan än Egnahemsföreningens medlemmar råder över. Därför är byggnadsordningen i vissa delar giltig än idag. För övrigt gäller idag kommunens bygglovsbestämmelser.
Nybyggnadsområdet var en vidsträckt äng mellan Järlasjöns östra del och runt Värmdövägen. Det fanns möjlighet att välja mellan skogstomter i utkanten av området och mer centralt belägna, plana ängstomter. Vägnätet utlades så att huvudvägarna strålade samman vid järnvägsstationen i den sydöstra delen av samhället. På så vis kunde alla tomter nås snabbt och lätt, eftersom tåget var det främsta kommunikationsmedlet till och från Stockholm. Det ursprungliga vägnätet är fortfarande bevarat nästan i sin helhet, även om några vägar har ändrade namn. I nordöstra delen försvann några kvarter med sju villor när Saltsjöbadsleden anlades i slutet av 1960-talet.
Villorna skulle inte uppföras högre än två våningar, avståndet mellan huset och tomtgränsen fick inte understiga sex meter, villorna fick inte byggas för fler än högst två familjer och grundytan fick inte överstiga en tiondel av tomtens yta. Bebyggelsen i Storängen karakteriseras av stora husvolymer, taken är i många fall generöst tilltagna och ytterväggar utsmyckade med skurna eller svarvade detaljer. Fasaddelar som fönsterfoder, fönsterluckor och vindskivor är ofta målade i grön kulör.

### Arkitektur
De flesta villorna är arkitektritade. De mest kända arkitekterna är Ragnar Östberg, Torben Grut och Carl Westman. Den som ritat flest hus i Storängen är Gustaf Hugo Sandberg, med 14 byggnader inklusive Storängens stationshus. Albin Brag ritade åtta villor och Ivar Callmander anlitades också flitigt. Han är representerad med sex hus, bland dem den egna bostaden vid Prästgårdsvägen 8, där han bodde mellan 1906 och 1916. 
Den första villan som uppfördes var Villa Lodén, som började byggas den 30 juni 1904. Villan ligger vid John Lodéns väg 15 och dess byggherre var vice häradshövdingen John Lodén, en av föreningens grundare. Vägen hette då Duvnäsvägen, men har senare fått namnet efter Lodén. Grannvillan, Villa Borell vid John Lodéns väg 17, beställdes av riksgäldskommissarien Tor Borell och byggdes 1904 efter ritningar av arkitekt Albin Brag. Även Tor Borell var en av föreningens grundare. Under 1904 blev de sex första villorna färdiga och redan 1910 fanns här ett hundratal färdiga hus. 
De tidiga villorna är oftast byggda i nationalromantisk stil eller i jugend/jugendbarock. Ett exempel på jugend är den magnifika Villa Jacobsen vid Lindvägen 13, en stenvilla som överingenjör Waldemar Jacobsen, chef vid Bergsunds Mekaniska Verkstad, lät arkitekt Albin Brag rita. Från 1917 fram till 1961 låg Nackas kommunalkontor i byggnaden. En annan villa med intressant bakgrund är den så kallade Lotterivillan vid Storängens strandväg 4. Villan uppfördes 1908 efter ritningar av Ivar Callmander och visades på Konstindustriutställningen 1909 på Djurgården, där den var högsta vinsten i ett lotteri. Efter utställningen flyttades den till Storängen. Allt ingick i vinsten: tomt, hus och komplett möblering. Vinnaren av lotteriet och förste ägaren var ingenjör P.A. Broman, som ägde huset fram till 1911.
År 1912 byggdes Storängens Samskola vid Värmdövägen 176 i nationalromantisk stil, efter ritningar av arkitekt Ivar Callmander. Där gavs så kallad förberedande undervisning. Skolan används idag av en Montessoriförskola. På övervåningen finns Storängssalen som är lokalföreningens samlingssal och festlokal. Salens takstolar och takpanel dekorerades av två dekorationsmålare vid Filip Månssons målarskola i Saltsjöbaden. Söder om Samskolan, centralt i området, finns en cirka 10 000 m² stor öppen grönyta som kallas Ängen. Den är numera kulturminne och nyttjas fortfarande som samhällets lekyta och festplats. Mellan Parkvägen, Lindvägen och John Lodéns väg omvandlades ett antal tomter till en park med tennisbana. Egnahemsföreningen är förvaltare samt ägare av Samskolan, Ängen och parken inklusive tennisbanan.
Det finns även några funkisvillor från 1930- och 1940-talen och under senare årtionden har tillkommit några hus ritade av okända arkitekter. Nu är alla tomter bebyggda och någon förtätning får ej göras till följd av ett villaservitut, som innebär att de boende har rätt att kräva att övriga fastighetsägare inom området måste följa vissa bestämmelser. Exempelvis är det inte tillåtet att avstycka tomten eller att använda huset till annat än privatbostad. Mer än två tredjedelar av husen kom till under områdets första tio år.

## Tidiga storängsbor

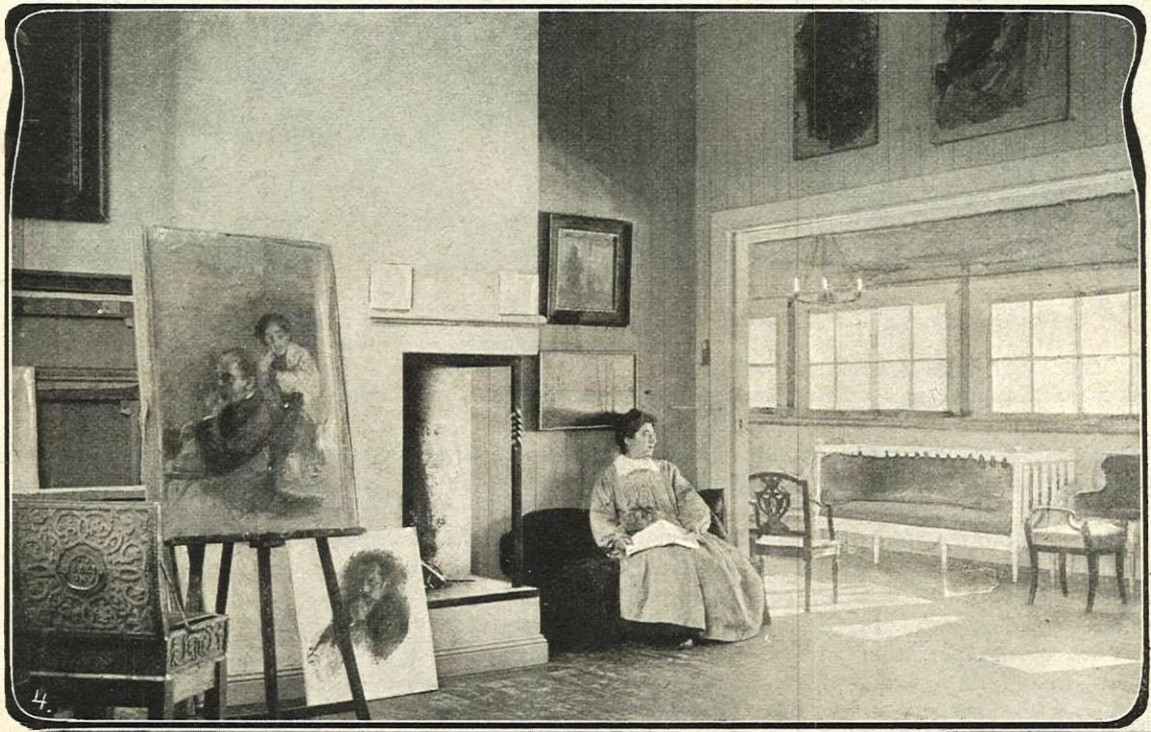
Hanna Pauli i sin ateljé i Villa Pauli, 1906.

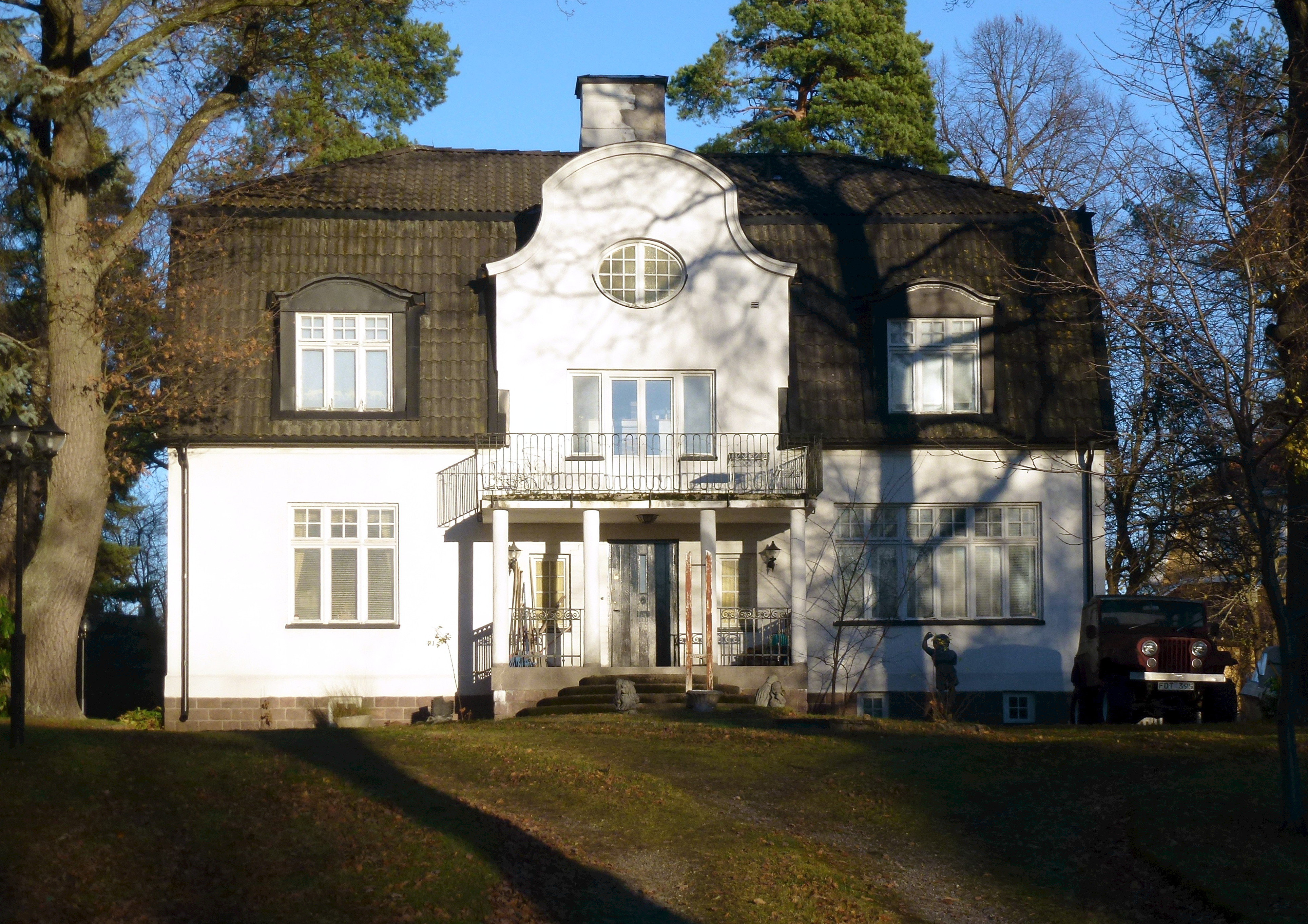
Villa Jularbo i Storängen.

Till de första nybyggarna i villasamhället hörde konstnärsparet Georg och Hanna Pauli. De flyttade redan 1904 till Villa Pauli vid Värmdövägen 205. Till nära grannar hade de sedermera borgarrådet Yngve Larsson, arkitekten Gustaf Hugo Sandberg och konstnären Richard Bergh. Bland andra bildkonstnärer, som bodde i Storängen märks Anton Genberg, Gottfrid Kallstenius med hustru Gerda Roosval-Kallstenius och Thure Lennart Nyblom samt skulptören John Börjeson. Skulptören Hjalmar Norrström hade sin bostad och ateljé vid Ängsvägen 21. Huset hade han ritat själv och där bodde han fram till sin död 1924.
Tidningsmannen Thorgny Wallbeck-Hallgren och författaren Per Hallström bodde i Storängen liksom bokförläggarna Wilhelm Widstrand och Per Karl Wahlström (förlag Wahlström & Widstrand). Till kända ingenjörer, som hörde till de första boende, hör konstruktören Jonas Hesselman. Han bodde mellan 1907 och 1957 i den efter honom uppkallade Villa Hesselman, nuvarande Krokvägen 13.
Dragspelsvirtuosen Carl Jularbo bodde i Storängen fram till sin död 1966. 

## Storängen idag
År 2013 fanns drygt 150 villor med lika många familjer i Storängen. Sju hus revs i slutet av 1960-talet för att ge plats för Saltsjöbadsleden och två hus har brunnit ner, men ersatts av nya. På 1960-talet hade kommunen planer på att riva Storängen och bygga flerbostadshus istället. Men tack vare lokalföreningens motstånd räddades Storängen kvar. I Storängen finns idag ett aktivt föreningsliv med bland annat ”Storängens Lawntennisklubb” (bildad 1919), ”Trädgårdssällskapet” (bildat 1994), ”Storängstraktens Villaägareförening” (bildad 1997) och ”Storängens bokklubb” (bildad 2012). ”Tjänstemännens Egnahemsförening vid Storängen” fungerar idag som intresseförening för de boende i Storängen. Numera är området klassat som riksintresse för kulturmiljövården och ses som ett av Sveriges bäst bevarade villaområden från tidigt 1900-tal.

## Byggnader i urval
Ordnade efter adress och i alfabetisk ordning. Bedömningarna "omistlig", "värdefull" och "intressant" enligt en kulturhistorisk byggnadsinventering av Storängen år 1979.
| Nutida bilder | Fastighet                         | Adress                  | Byggår                               | Arkitekt              | Byggherre                                                                                         | Bedömning       |
| ------------- | --------------------------------- | ----------------------- | ------------------------------------ | --------------------- | ------------------------------------------------------------------------------------------------- | --------------- |
|               | Villa Åstrand                     | John Lodéns väg 14      | 1904 områdets skola 1905-1912        | Kristian Lundmark     | O. Åstrand, bokhållare och skolfröken                                                             | "Värdefull"     |
|               | Villa Lodén                       | John Lodéns väg 15      | 1904 områdets första villa           | Okänd                 | John Lodén, en av Storängens grundare                                                             | Ingen bedömning |
|               | Villa Borell                      | John Lodéns väg 17      | 1904                                 | Albin Brag            | Tor Borell, en av Storängens grundare                                                             | "Intressant"    |
|               | Villa Wahlström                   | Järlavägen 23           | 1906                                 | Torben Grut           | Per Karl Wahlström, bokförläggare                                                                 | "Omistlig"      |
|               | Villa Edberg                      | Järlavägen 28           | 1907                                 | Ivar Callmander       | John Edberg, bergsingenjör                                                                        | "Omistlig"      |
|               | Villa Widstrand Villa Skoga       | Krokvägen 1A            | 1906                                 | Elis Bergh            | Wilhelm Widstrand, bokförläggare                                                                  | Ingen bedömning |
|               | Villa Kallstenius Villa Kallstena | Krokvägen 1B            | 1906                                 | Gustaf Petterson      | Gottfrid Kallstenius, och hustru Gerda Roosval-Kallstenius konstnärer                             | "Värdefull"     |
|               | Villa Waern                       | Krokvägen 7             | 1905                                 | Torben Grut           | Charles U. Waern grosshandlare                                                                    | "Omistlig"      |
|               | Villa Georg Lange                 | Krokvägen 10            | 1906                                 | Edvard Bäckström      | Georg Lange, direktör                                                                             | "Intressant"    |
|               | Villa Upmark                      | Krokvägen 11            | 1906                                 | Georg A. Nilsson      | Gustaf Upmark den yngre museiman, bodde här 1906-1917                                             | "Intressant"    |
|               | Villa Hesselman                   | Krokvägen 13            | 1906                                 | Albin Brag            | Jonas Hesselman civilingenjör och konstruktör, bodde här 1906-1957                                | "Intressant"    |
|               | Villa Wallin                      | Lindvägen 1B            | 1907                                 | Gustaf Hugo Sandberg  | Fanny Wallin                                                                                      | "Värdefull"     |
|               | Villa Ericson                     | Lindvägen 10            | 1904                                 | Gustaf Hugo Sandberg  | Anders Ericson, kassör i villaföreningen                                                          | "Omistlig"      |
|               | Villa Jacobsen                    | Lindvägen 13            | 1905                                 | Albin Brag            | Waldemar Jacobsen, överingenjör Nackas kommunalkontor 1916-1961                                   | "Värdefull"     |
|               | La Fére                           | Lindvägen 16            | 1904                                 | Hugo Rahm             | Gustaf de Frumerie, arkitekt Här växte kompositören Gunnar de Frumerie upp.                       | "Omistlig"      |
|               | Villa Trobäck                     | Parkvägen 41            | 1906                                 | Gustaf Hugo Sandberg  | Fredrik Trobäck, musikdirektör                                                                    | "Värdefull"     |
|               | Villa Krahé                       | Parkvägen 45            | 1904                                 | Carl Fredrik Krahé    | Carl Fredrik Krahé, ingenjör (den egna bostaden)                                                  | "Värdefull"     |
|               | Villa Wallbeck-Hallgren           | Parkvägen 46            | 1907-1908                            | Alf Landén            | Thorgny Wallbeck-Hallgren, tidningsman                                                            | "Omistlig"      |
|               | Villa Wållgren                    | Prästgårdsvägen 1       | 1907                                 | Ivar Callmander       | Ernst Fritz Wållgren, ingenjör därefter Emile Stiebel, skådespelare                               | "Omistlig"      |
|               | Villa Callmander Villa Rendahl    | Prästgårdsvägen 8       | 1906                                 | Ivar Callmander       | Ivar Callmander, arkitekt (den egna bostaden)                                                     | "Omistlig"      |
|               | Villa Tillflykten Villa Leander   | Storängens strandväg 1  | 1904                                 | Arvid Bjerke          | Hans Leander, journalist                                                                          | "Omistlig"      |
|               | Storängens stationshus            | Storängens strandväg 2A | 1905                                 | Gustaf Hugo Sandberg  | Järnvägsaktiebolaget Stockholm-Saltsjön                                                           | Ingen bedömning |
|               | Lotterivillan                     | Storängens strandväg 4  | 1908 (Biskopsudden) 1909 (Storängen) | Ivar Callmander       | Konstindustriutställningen 1909, högsta vinsten i ett lotteri som gick till P.A. Broman, ingenjör | "Omistlig"      |
|               | Villa Schubert                    | Storängens strandväg 9  | 1905 (enligt vindflöjeln)            | Gustav Louis Schubert | G.L. Schubert, tjänsteman                                                                         | "Omistlig"      |
|               | Villa Solvik Villa Bjönidet       | Storängens strandväg 14 | 1904                                 | Adolf Nordenborg      | Adolf Nordenborg. arkitekt (den egna bostaden)                                                    | "Värdefull"     |
|               | Villa Dahlström                   | Storängens strandväg 16 | 1904                                 | P.G. Hjertén          | Hjalmar Dahlström, veterinär                                                                      | "Intressant"    |
|               | Villa Gadd                        | Storängens strandväg 20 | 1905                                 | Axel Herman Forsberg  | A.D. Gadd, amanuens, konsistorienotarie                                                           | "Intressant"    |
|               | Villa Lidforss Villa Liden        | Storängsvägen 6         | 1906                                 | Edvard Bernhard       | Erik Lidforss, advokat                                                                            | "Värdefull"     |
|               | Villa Sundelin                    | Storängsvägen 7         | 1906                                 | Karl Güettler         | Artur Sundelin, banktjänsteman                                                                    | "Omistlig"      |
|               | Villa Jacobsson                   | Storängsvägen 13        | 1904                                 | Gustaf Hugo Sandberg  | P.M. Jacobsson, banktjänsteman                                                                    | "Värdefull"     |
|               | Villa Bellander                   | Storängsvägen 26        | 1918, efter en brand                 | Ragnar Östberg        | Adolf Bellander, läkare                                                                           | "Intressant"    |
|               | Storängens Samskola               | Värmdövägen 176         | 1912                                 | Ivar Callmander       | Tjänstemännens egnahemsförening                                                                   | "Omistlig"      |
|               | Villa Hallström                   | Värmdövägen 199         | 1907                                 | Albin Brag            | Per Hallström, författare och civilingenjör                                                       | "Värdefull"     |
|               | Villa Yngve Larsson               | Värmdövägen 201         | 1907                                 | Ragnar Östberg        | Yngve Larsson, politiker                                                                          | "Omistlig"      |
|               | Villa Pauli                       | Värmdövägen 205         | 1904                                 | Albin Brag            | Georg och Hanna Pauli, konstnärer                                                                 | "Omistlig"      |
|               | Villa Sandberg                    | Värmdövägen 209         | 1904                                 | Gustaf Hugo Sandberg  | Gustaf Hugo Sandberg, arkitekt (den egna bostaden)                                                | "Omistlig"      |
|               | Villa Bergh                       | Värmdövägen 215         | 1906                                 | Albin Brag            | Richard Bergh, konstnär och museiman                                                              | "Omistlig"      |
|               | Villa Soltäppan                   | Ängsvägen 12            | 1907                                 | Gunnar Djurberg       | E. Blanck, Grosshandlare                                                                          | "Värdefull"     |
|               | Villa Norrström                   | Ängsvägen 21            | 1907                                 | Hjalmar Norrström     | Hjalmar Norrström, skulptör (den egna bostaden) bodde här fram till 1924                          | "Intressant"    |